# S.T.A.L.K.E.R.: Shadow of Chernobyl

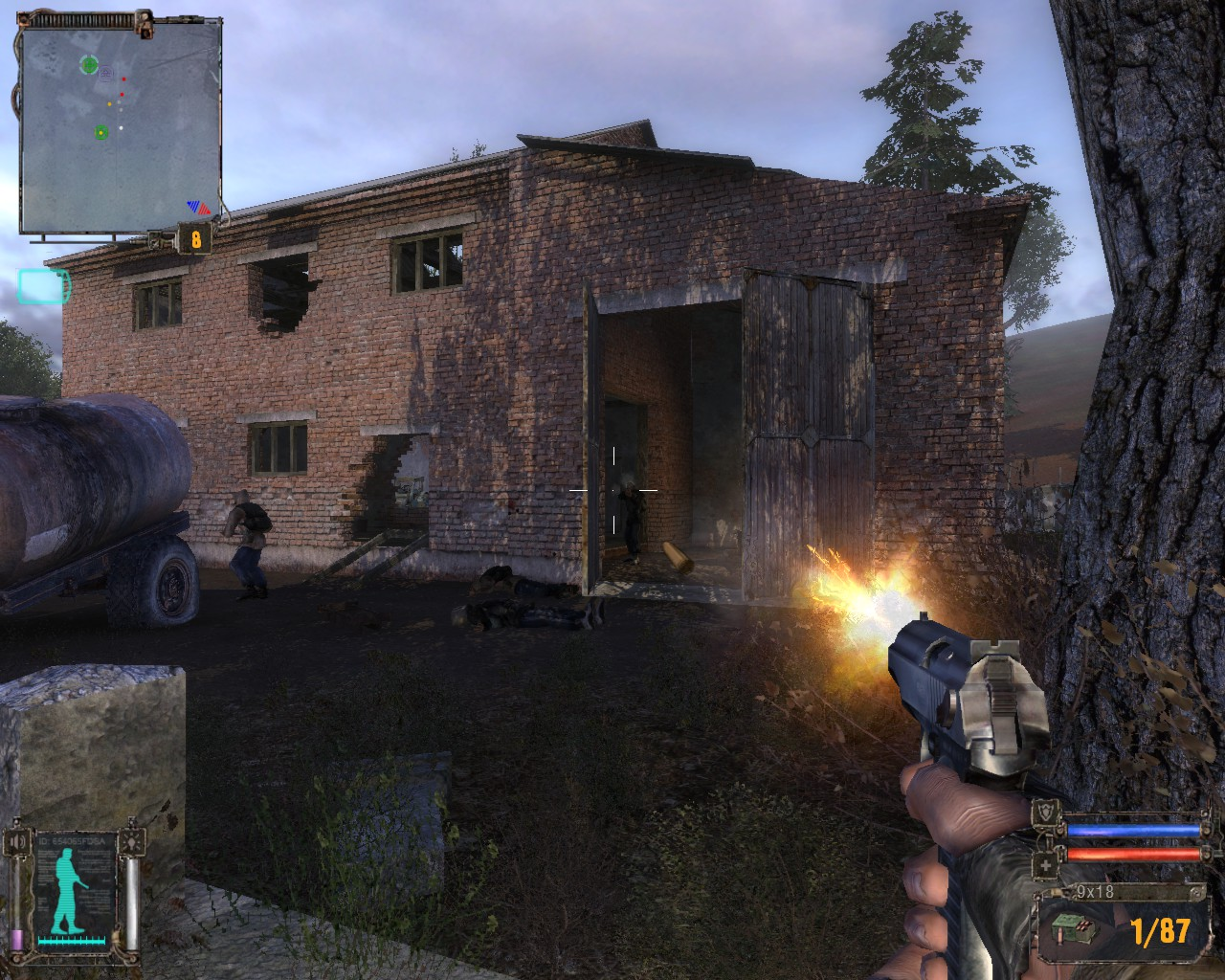
Imagine din joc

S.T.A.L.K.E.R : Shadow of Chernobyl este un joc video shooter first-person realizat de către producătorul ucrainean GSC Game World în anul 2007.
Pentru cei care nu au jucat Half-Life 2 aceasta este o alternativă perfectă, cu o poveste bine structurată, personaje conturate aproape perfect și un sistem de gameplay foarte interesant. S.T.A.L.K.E.R.: Shadow of Cernobyl este primul joc din seria S.T.A.L.K.E.R, al doilea fiind Clear Sky și ultimul fiind Call of Prypat elementele de story desfășurându-se pe parcurs și captivând jucătorul, de asemenea și prin modul multiplayer.

## Scenariu
În Shadow of Cernobyl, jucătorul ia identitatea unui fost  comandant amnezic, căutator de artefacte în „Zonă”, regiunea interzisă din jurul centralei nucleare din Cernobîl, Ucraina, centrală la care s-a produs devastatorul accident nuclear în 1986. Ulterior primului accident, noi explozii s-au produs crescând contaminarea radioactivă și determinând atât apariția de mutanți în flora și fauna regiunii, cât și perturbarea unor fenomene care sfideaza legile fizicii în „Zonă”.
Personajul principal, „Tatuatul”, este trimis să investigheze anomalii petrecute în „Zonă”. Ca în majoritatea FPS-urilor, jucătorul controlează o „mână” care ține arma, îndeplinind misiuni, ucigând inamici și colaborând cu personajele nejucabile (NPCs). Jucătorul are în inventarul său, pe lângă arme, și un detector de fenomene paranormale pe care îl poate folosi în zonele afectate și care îl vor ajuta în îndeplinirea de misiuni. După ce îndeplinim o misiune sau două, AL-ul permite ca, folosind experiența și banii câștigați, să imbunatatim armura sau să creștem raza de acțiune a armelor. 

## Tipuri de mutanți
Producătorii jocului au structurat foarte detaliat mutanții rezultați ca urmare a contaminării radioactive datorate exploziei reactorului. Există mai multe categorii de mutanți odioși și inamici în S.T.A.L.K.E.R:
- Burrer este ca  un pitic îmbrăcat ca un călugăr, dar cu o putere devastatoare care îți va îngreuna viața: el are puteri telekinetice cu ajutorul cărora poate arunca cu diverse obiecte, el preferând spațiile închise. Este recomandabil să știm unde să ne adăpostim. Începând cu Call of Pripyat, Burrer-ul capătă noi puteri.
- Bloodsucker este  un monstru greu de ucis, care are un stealth mode foarte precis, el apropiindu-se de noi și sugându-ne sângele. Poate fi depistat, de exemplu, într-o mlaștină după urmele pe care le lasă în noroi. Este bine să îi dam un Master Kill din bătaia puștii cu lunetă.
- Chimera este un nou mutant care apare începând cu Call of Pripyat, fiind un vârcolac care se poate camufla excelent în întuneric.